# Europäischer Rossharnisch

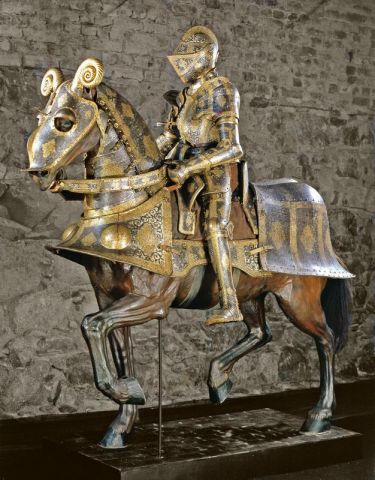
Rossharnisch als Teil des Prunkharnisches des polnischen Königs Sigismund II. August (1550er-Jahre)

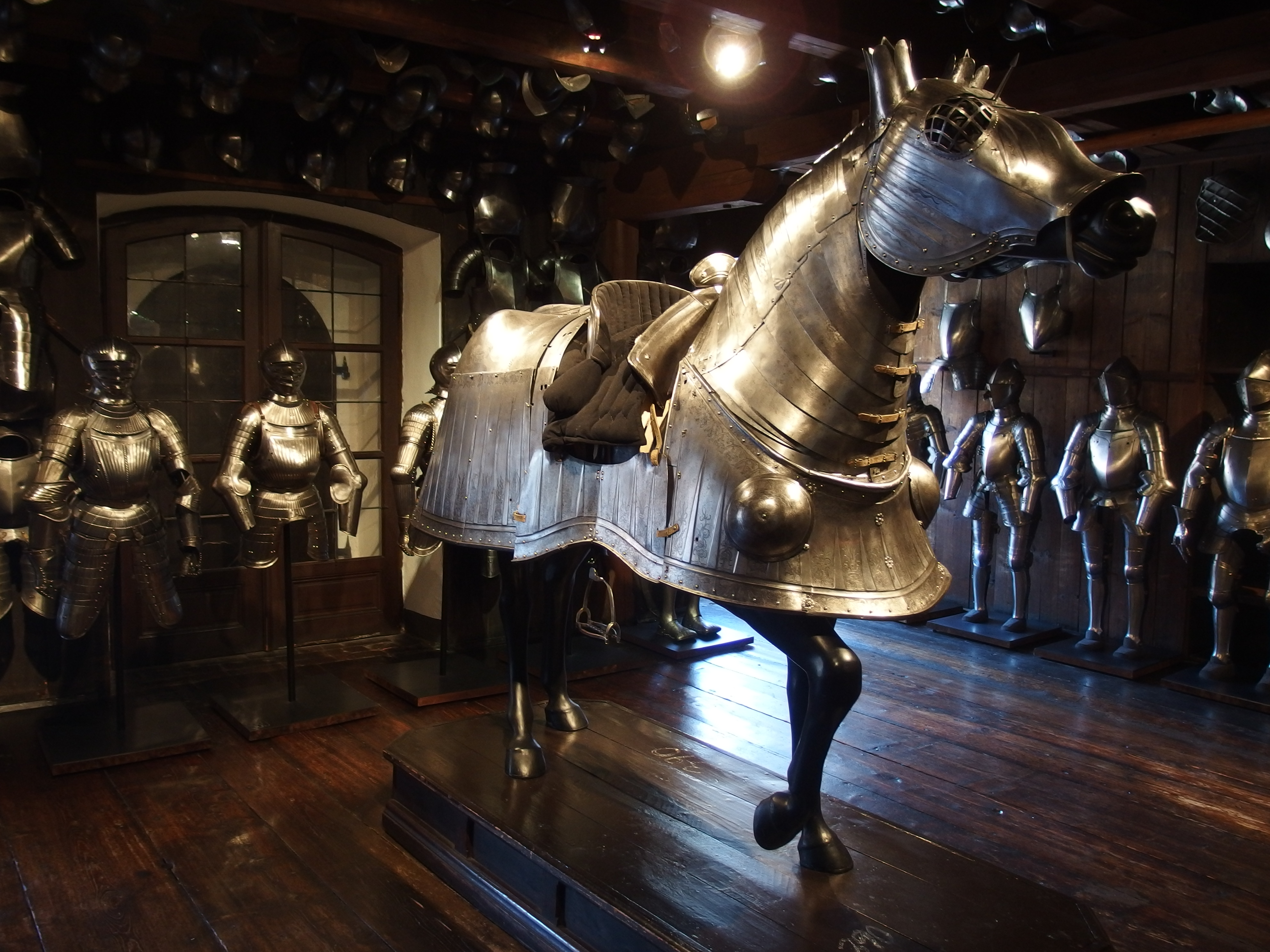
Rossharnisch im Landeszeughaus in Graz; frühes 16. Jahrhundert

Ein Rossharnisch, auch Gelieger, war eine Rüstung, die in verschiedenen Ländern entwickelt und aus unterschiedlichen Materialien hergestellt wurde. Gemeinsam war allen Entwicklungen der Versuch, das Schlachtross möglichst vollständig zu schützen.

## Geschichte des europäischen Rossharnisches
Der europäische Rossharnisch war eine Plattenrüstung für ein Schlachtross. Sie kam im 14. Jahrhundert auf und war bis in die Frühe Neuzeit gebräuchlich.
In den Schlachten des Mittelalters war die schwere Reiterei der wichtigste Teil eines Heeres. Ein für den Einsatz im Turnier und in der Schlacht gezüchtetes Pferd war während des gesamten Mittelalters sehr kostbar, so dass sich in der Regel nur Adlige oder besonders wohlhabende Bürger ein solches Reittier leisten konnten. Im Zweikampf nach ritterlichen Regeln war es daher ein schweres Vergehen, das Pferd des Gegners vorsätzlich zu attackieren. Daher war lange Zeit ein leichter Schutz des Pferdes durch Schabracken und ggf. eine Rossstirn ausreichend. Während der Kreuzzüge und im späten Mittelalter wurden die Ritterheere zunehmend mit Gegnern konfrontiert, die nicht nach ihren Standesregeln kämpften. Gerade leichte Reiterei und Fußvolk töteten oftmals gezielt das Pferd eines gegnerischen Ritters, um einen schwer gepanzerten Kämpfer leichter überwältigen zu können. Durch die Ausbreitung des Langbogens nahm die Bedrohung für das Pferd noch zu. Daher benötigten die wertvollen Schlachtrösser einen besonderen Schutz und man ging dazu über, auch Schlachtrösser mit einer immer umfangreicheren Rüstung zu schützen.
Im Hochmittelalter verwendete man vereinzelt spezielle Kettenrüstungen für Pferde (Pferdepanzer aus Kettengeflecht, Leder oder aus Stoff werden Parsche genannt), bis man ab dem späten 13. Jahrhundert zugleich mit der Ausbreitung des Plattenharnischs dazu überging, das Schlachtross mit Stahlplatten zu schützen. Diese Entwicklung war im 15. Jahrhundert abgeschlossen. Der Hals des Pferdes wurde zunächst noch durch Kettengeflecht geschützt, doch setzte sich bald ein Halsschutz aus beweglichen, übereinander geschichteten Platten durch. Die Beine des Pferdes blieben meist ungeschützt. Doch es sollen auch Rossharnische mit voll beweglichen Beinschienen existiert haben. Die Beine eines Pferdes effektiv zu schützen, ohne die Bewegungen zu beeinträchtigen oder gar Verletzungen durch die Panzerteile zu riskieren, war jedoch immer sehr schwierig. Die Beine und vor allem deren empfindliche Sehnen waren im späten Mittelalter und der frühen Neuzeit bevorzugtes Ziel des Fußvolkes. Das wurde dafür mit speziellen Waffen wie Hellebarden oder Roßschindern ausgerüstet. Rossharnische kamen in der Schlacht und auf Turnieren zum Einsatz. Sie bestanden aus weniger und deutlich größeren Platten als ein Feldharnisch für einen Menschen.
Ein Rossharnisch wog annähernd so viel wie ein Feldharnisch, also 20–30 Kilogramm. Einige besonders massive Exemplare konnten über 40 Kilogramm wiegen. Oft wurde die Rüstung des Pferdes mit der des Reiters stilistisch in Einklang gebracht, so dass es zum Beispiel Riefelharnische für Schlachtrösser gab. Rossharnische kamen offenbar etwas früher als die Feldharnische außer Gebrauch, da Schnelligkeit und Beweglichkeit unter Feuer auf dem Schlachtfeld immer wichtiger wurden. Seit der zweiten Hälfte des 16. Jahrhunderts wurden sie nicht mehr verwendet. Nur wenige Rossharnische sind bis heute erhalten. Davon sind nur einige vollständig. Der älteste, komplett erhaltene Rossharnisch entstand um 1450 in Mailand.

### Bestandteile des europäischen Rossharnisches
Ein vollständiger Rossharnisch des 15./16. Jahrhunderts bestand aus folgenden Teilen:
- Fürbug – große Platte zum Schutz der Brust, in der Regel der massivste Teil eines Rossharnisches
- Crinet oder Kanz – Panzer aus zahlreichen beweglichen Platten zum Schutz des Halses
- Rossstirn – Platte zum Schutz des Kopfes, bei Turnieren oftmals als Variante mit verdeckten Augen verwendet
- Ohrenbecher – an der Rossstirn angebrachte Röhren zum Schutz der Ohren
- Krupper – große Platte, die den hinteren Teil des Pferdekörpers schützt

Ein Rossharnisch wurde auch als Gelieger bezeichnet. Es gibt zwei verschiedene Versionen, eine leichtere und eine schwere Ausführung. Ein leichtes Gelieger weist größere Lücken zwischen den Rüstungsteilen auf, während ein schweres Gelieger praktisch den gesamten Oberkörper des Pferdes umhüllt.

## Rossharnische außerhalb Europas
Rossharnische wurden in vielen Ländern (z. B. Japan, China, Orient, Indien) benutzt. Sie wurden aus Leder, Stoffen und anderen Materialien gefertigt.
- Indischer Rossharnisch
- Türkischer Rossharnisch
- Japanischer Rossharnisch